# Naruto et la Princesse des neiges
Pour plus de détails, voir Fiche technique et Distribution.
Naruto et la Princesse des neiges (劇場版 NARUTO -ナルト- 大活劇!雪姫忍法帖だってばよ!!, Gekijyouban Naruto - Dai Katsugeki! Yuki Hime Ninpōchō Datte Bayo!!, lit. « Film NARUTO - Sort le grand jeu ! Le conte ninja de la princesse des neiges dattebayo !! ») est un film d'animation, adapté de l'anime Naruto de Masashi Kishimoto, sorti le 21 août 2004.
Le film a été projeté en français en Belgique au Festival Anima 2009 le 21 février 2009 et diffusé sur Game One le 4 avril 2009.

## Synopsis
Naruto, Kakashi, Sakura et Sasuke, sont au cinéma en train de regarder le dernier film de la série La Princesse des neiges. À la sortie, Yukie Fujikaze, l'actrice et héroïne du film, surgit devant nos trois héros et Kakashi leur apprend qu'ils se sont vu confier une mission de rang A : « escorte et protection rapprochée » de l'actrice principale de La Princesse des neiges lors du prochain film dont le tournage se déroulera au pays des Neiges. Cependant, celle-ci semble décidée à ne pas faire le voyage.
Arrivés au pays, alors qu'il continuent le tournage du film, ils sont attaqués par Nadare Rouga (que Kakashi a déjà affronté par le passé), Mizore Fuyukuma et Fubuki Kakuyoku, trois ninjas engagés par Dotô, le frère de Sôtetsu Kazahana et roi illégitime du pays. Parvenant à neutraliser leurs adversaires, Naruto, ses compagnons et l'équipe de tournage reprennent la route pour le pays des Neiges. Pendant le trajet, ils apprennent que Yukie Fujikaze n'est autre que Kôyuki, la fille de l'ancien daimyo et appelée à succéder à son père et que Sandayu, son manager, est un de ses fidèles sujets. Sandayu raconte aux ninjas de Konoha l'histoire du pays des Neiges et le coup d'état lancé par Dotô pour s'emparer du pays et la mort du père de Kôyuki. Kakashi était à l'époque un membre des forces spéciales et ne pouvait rien faire d'autre que sauver Kôyuki. Sandayu et les soldats du pays s'attaquent à Dotô, mais sont rapidement décimés sous les yeux de Kôyuki. La princesse est ensuite enlevée par Dotô, Naruto tente de la sauver mais est vite neutralisé, et ils se retrouvent tous deux emprisonnés. Naruto se libère de ses chaînes, vite rejoint par ses camarades. Kôyuki donne le cristal à 6 facettes à Dotô et en profite pour le poignarder, sans effet. Sasuke, Sakura et Kakashi battent ensuite respectivement Fubuki, Mizore et Nadare.
Dotô utilise le cristal pour découvrir le trésor de son frère qui n'est autre qu'une modification du paysage du pays. Grâce à la brèche faite par Sasuke sur l'armure de Dotô, Naruto le bat avec un «Orbe tourbillonnant aux sept couleurs» et le pays des Neiges se transforme en un beau paysage printanier. À la fin du film, Kôyuki devient la reine du pays tout en décidant de continuer sa carrière d'actrice. Naruto obtient un autographe de son idole sur une photo où il est inconscient à l'hôpital, Kôyuki l'embrassant sur la joue. Quant à Kakashi, il reste tétanisé de stupeur en découvrant que le nouveau script auquel Kôyuki semble vouloir se consacrer avec le plus grand intérêt n'est autre que Le Paradis du Batifolage, le roman pour adulte écrit par Jiraya dont il est lui-même un inconditionnel.

## Fiche technique
- Titre original : 劇場版 NARUTO -ナルト- 大活劇!雪姫忍法帖だってばよ!!
- Titre français : Naruto et la Princesse des neiges
- Titre anglais : Naruto the Movie: Ninja Clash in the Land of Snow
- Réalisation : Tensai Okamura
- Scénario : Katsuyuki Sumizawa, adapté de l'anime Naruto de Masashi Kishimoto
- Société de production : Aniplex - Bandai Co., Ltd. - Dentsu Inc. - Naruto Movie Production Committee - Shueisha - Studio Pierrot - Tōhō - TV Tokyo
- Distribution : Tōhō
- Musique : Toshio Masuda
- Direction artistique : Shigenori Takada
- Animation : Hiroto Tanaka
- Son : Yasunori Ebina
- Musique : Toshio Masuda
- Pays d'origine :  Japon
- Langue : japonais
- Format : Couleurs - 1,77:1
- Genre : action - fantastique - comédie
- Durée : 82 minutes
- Dates de sortie :
  - Japon : 2 août 2004
  - Belgique : 21 février 2009 lors du Festival Anima[1]
  - France : 4 avril 2009, sur Game One

## Doublage
|                  | Japonais          | Français          |
| ---------------- | ----------------- | ----------------- |
| Naruto Uzumaki   | Junko Takeuchi    | Carole Baillien   |
| Sasuke Uchiwa    | Noriaki Sugiyama  | Christophe Hespel |
| Sakura Haruno    | Chie Nakamura     | Maia Baran        |
| Kakashi Hatake   | Kazuhiko Inoue    | Lionel Bourguet   |
| Itachi Uchiwa    | Hideo Ishikawa    | Laurent Vernin    |
| Koyuki Kazahana  | Karen Miyama      | Marcha Van Boven  |
| Sôtetsu Kazehana | Hidehiko Ishizuka | Mathieu Moreau    |
| Dotô Kazahana    | Tsutomu Isobe     | Martin Spinhayer  |
| Nadare Rôga      | Hirotaka Suzuoki  | Philippe Résimont |
| Mizore Fuyakuma  | Harī Kaneko       | Tony Beck         |
| Fubuki Kakuyoku  | Jun Karasawa      | Julie Basecqz     |
| Makino           | Chikao Ōtsuka     | Pierre Bodson     |
| Sandayû Asama    | Ikuo Nishikawa    | Patrick Brüll     |
| Yukie Fujikaze   | Yûko Kaida        | Marcha Van Boven  |

## Musique
Une compilation des musiques du film composées par Toshio Masuda est sortie au Japon le 18 août 2004 :

## Autour du film
- Ce film se situe à la même période que l'OAV 2 : Combat mortel au village caché de Taki !, c'est-à-dire entre les épisodes 101 et 102.

- Il est composé du film proprement dit et d'un petit divertissement préalable : La Grande Fête sportive de Konoha. Ce pré-film est à visée humoristique. Naruto et son équipe participent aux Jeux olympiques de Konoha. On voit notamment apparaître Orochimaru, Kisame, Itachi, le 3e Hokage et plusieurs autres personnages en dehors du contexte.

- Le neuvième générique d'ouverture de l'anime Remember chanté par Flow, montre Naruto exécuter l'Orbe Tourbillonnant arc-en-ciel du film.

## DVD
Naruto et la Princesse des neiges est sorti en DVD au Japon le 28 avril 2005.
Les droits de distribution du film en français ont été acquis par Kana Video et le DVD est sorti le 17 juin 2009.